# フォーミュラ3・ユーロシリーズ
フォーミュラ3・ユーロシリーズ（Formula 3 Euroseries 、通称ユーロF3）は、かつてフォーミュラ3（F3）規格で争われた自動車レースカテゴリーの一つ。2002年まで運営されていたフランスF3とドイツF3を統合する形で2003年より始まった。
2012年にヨーロッパを包括するF3カテゴリーとしてヨーロッパ・フォーミュラ3選手権（ヨーロッパF3）が復活すると、独仏伊といったヨーロッパ主要国での興行を引き継がさせる形で2013年にユーロシリーズは終了した。

## 概要
主にドイツ・フランス・イタリアから有力チームが参加する国際シリーズであり、イギリスF3の有力チームも時折参戦した。ドイツツーリングカー選手権 (DTM) を運営するITR (Internationale Tourenwagen-Rennen e.V.) がシリーズを統括。ドイツを中心にフランス・イタリア・イギリス・オーストリア・オランダ・スペインなどの国で年間10大会を開催した。
2010年までは1大会2レース制で、約110kmもしくは最長40分間とされた。レース1のスタート順は、30分間の予選で決定し、レース2のスタート順はレース1の結果に、上位8位までのリバースグリッドとなる。2011年より1大会3レース制となった。
シャシーはダラーラの事実上のワンメイク。エンジンはメルセデス・ベンツとフォルクスワーゲンが供給しているが、現在はメルセデス優位が続いている。タイヤは2011年まではクムホタイヤのワンメイクだったが、2012年よりハンコックタイヤに変更された。
日本からは以前は主にトヨタ・ヤングドライバーズ・プログラム（TDP）の参加ドライバーが派遣されて参戦していたほか、ホンダもフォーミュラ・ドリーム（FD）所属のドライバーを派遣していた。TDP・FDのドライバーも同シリーズではメルセデスエンジンを使用するのが特徴。ただし両社とも2012年は派遣活動を中断している。
国際自動車連盟 (FIA) はジュニアフォーミュラの再編を進める中で往年のヨーロッパF3選手権を復活させ、初年度の2012年はユーロF3の7戦を含む10戦を開催。2013年はユーロF3自体がヨーロッパF3選手権へと移行した。原則として全イベントがWTCCやWEC・DTMといった大規模イベントのサポートレース化されることになり、大きくイベント形態が変更された。

## 歴代チャンピオン
| 年     | ドライバー部門                               | チーム部門      |
| ------ | -------------------------------------------- | --------------- |
| 2003年 | ライアン・ブリスコー（Ryan Briscoe）         |                 |
| 2004年 | ジェイミー・グリーン（Jamie Green）          |                 |
| 2005年 | ルイス・ハミルトン（Lewis Hamilton）         | ASM Fomule 3    |
| 2006年 | ポール・ディ・レスタ（Paul di Resta）        | ASM Fomule 3    |
| 2007年 | ロマン・グロージャン（Romain Grosjean）      | ASM Fomule 3    |
| 2008年 | ニコ・ヒュルケンベルグ（Nico Hu"lkenberg）   | ARTグランプリ   |
| 2009年 | ジュール・ビアンキ（Jules Bianchi）          | ARTグランプリ   |
| 2010年 | エドアルド・モルタラ（Edoardo Mortara）      | シグナチュール  |
| 2011年 | ロベルト・メリ（Roberto Merhi）              | Prema Powerteam |
| 2012年 | ダニエル・ジュンカデラ（Daniel Juncadella ） | Prema Powerteam |

## 主な参戦ドライバー
- ニコ・ロズベルグ
- ルーカス・ディ・グラッシ
- ロバート・クビサ
- ティモ・グロック
- ロイック・デュバル
- ギド・ヴァン・デル・ガルデ
- ロバート・ドーンボス
- マルクス・ヴィンケルホック
- クリスチャン・クリエン
- エイドリアン・スーティル
- ジェームズ・ロシター
- セバスチャン・ベッテル
- セバスチャン・ブエミ
- ダニ・クロス
- ダニエル・リチャルド
- ブレンドン・ハートレイ
- アンドレア・カルダレッリ
- バルテリ・ボッタス
- エステバン・グティエレス
- アントニオ・フェリックス・ダ・コスタ
- カルロス・サインツJr.

### 日本人
- 平中克幸（2003年 - 2004年）
- 山本左近（2003年）
- 平手晃平（2004年 - 2006年）
- 中嶋一貴（2006年）
- 小林可夢偉（2006年 - 2007年）
- 塚越広大（2008年）
- 大嶋和也（2008年）
- 佐藤公哉（2011年）